# Галиште
Галиште (болг. Галище) — село в Болгарии. Находится в Смолянской области, входит в общину Мадан. Население составляет 177 человек.

## Политическая ситуация
В местном кметстве Галиште, в состав которого входит Галиште, должность кмета (старосты) исполняет Венко Трендафилов Заимов (Болгарская социалистическая партия (БСП)) по результатам выборов.
Кмет (мэр) общины Мадан — Атанас Александров Иванов (Болгарская социалистическая партия (БСП))по результатам выборов.